# Еміль Голуб
Еміль Голуб (чеськ. Emil Holub; 7 жовтня 1847 року,  Голице, Пардубицький край — 21 лютого 1902 року,  Відень) — чеський лікар, картограф, етнограф, дослідник Південної Африки.

## Біографія
Еміль Голуб народився 7 жовтня 1847 року в Східній Чехії. Вищу освіту і ступінь доктора медицини отримав у Празькому університеті.

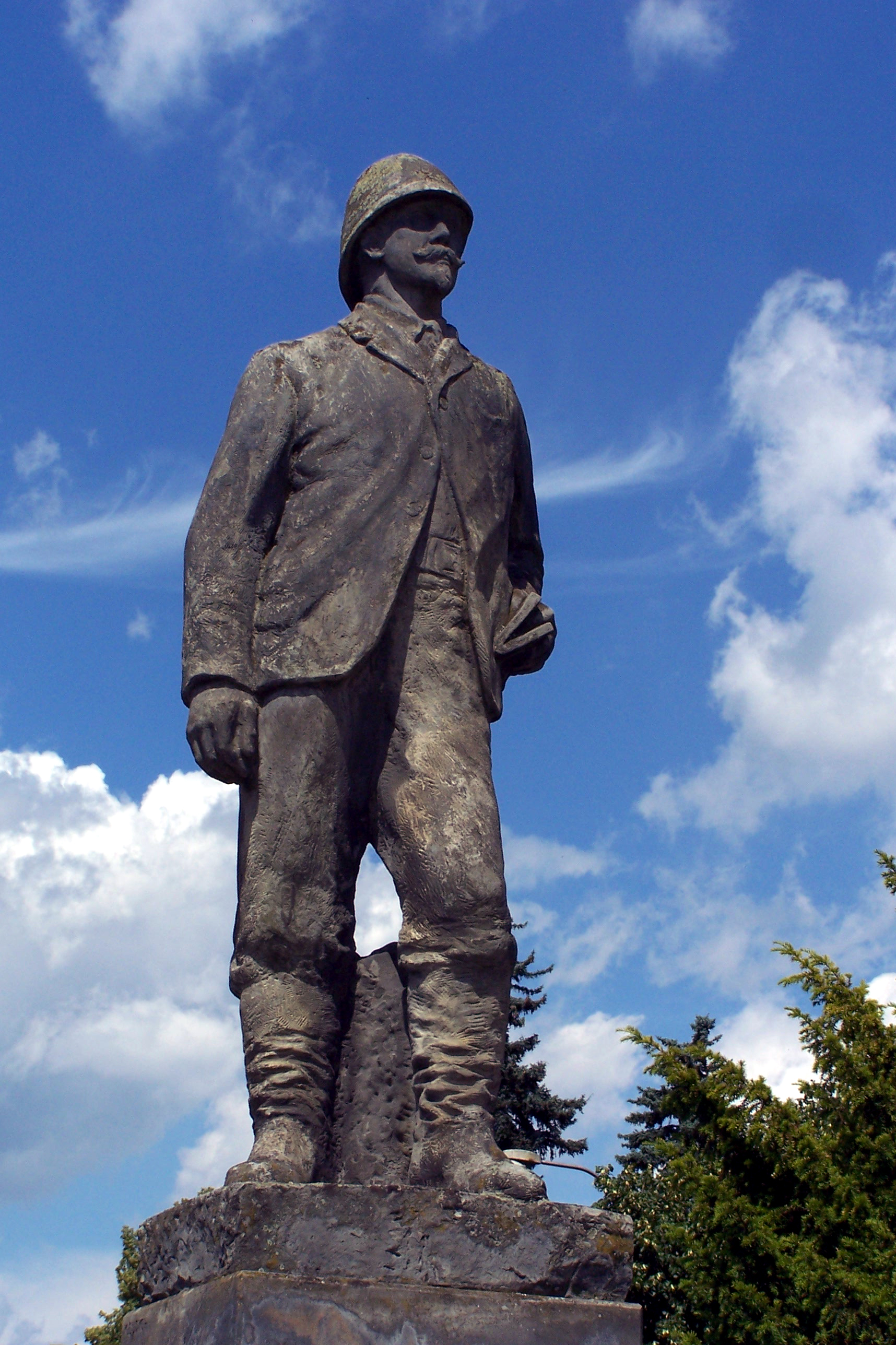
Пам'ятник Голубу

У 1872 році Голуб відправився на алмазні поля в Кімберлі і на власні  кошти від хірургічної практики, спорядив експедицію у північний Трансвааль,  Машоналенд і через Бечуаналенд до водоспаду Вікторія. Еміль Голуб зібрав багату колекцію, яку в 1879 році привіз до Європи і передав сотням музеїв та навчальних закладів.
У 1883 році Голуб повернувся до Південної Африки разом з дружиною, бажаючи перетнути весь африканський континент від Кейптауна до Єгипту. У червні 1886 року його експедиція перетнула річку Замбезі на захід від водоспаду Вікторія і досліджувала раніше невідомий регіон між Замбезі і Кафуе.
Однак на північ від Кафуе на мандрівників напали тубільці  і вони вимушені були повернутися назад.
У 1887 році Е. Голуб повернувся в Австрію з новою колекцією з понад 13 тисяч предметів, які розійшлася по музеях Європи. Голуб видав щоденники своїх подорожей: «Сім років в Південній Африці» (1881) і «Подорожі, 1883—1887» (1890).
Еміль Голуб помер у Відні 21 лютого 1902 року.

## Родина
Дружина Еміля Голуба — Роза Хофова — народилася 11 травня 1865 року. Вона познайомилася з Емілем Голубом після його повернення з його першої подорожі до Африки, коли він зберігав предмети колекції у Відні. Вона була його співробітником протягом чотирьох років і супроводжувала його у другій поїздці до Африки. Роза жила з Емілем Голубом у Відні до його смерті.

## Колекції
- Основна колекція зберігається в Африканському музеї в  Голіце, відкритому в 1970 році.
- Особисті документи, щоденники, зошити, дипломи, малюнки, фотографії, вирізки зберігаються в музеї Напстека у Празі

## Пам'ять
- У 1993 році чеський паб-рок-гурт Three Sisters присвятив пісню Lidojedi Емілю Голубу
- 31 січня 1999 року гімназії в Холіце було присвоєно почесне звання Еміля Голуба.
- 20 лютого 2002 року Чеський національний банк випустив срібну монету номіналом 200 крон, щоб відзначити 100 років з дня смерті доктора Еміля Голуба.
- У 2002–2006 роках Посольство Чеської Республіки   організувало ряд заходів, пов'язаних з промоцією Еміля Голуба.
- У 2005 році під час опитування глядачів Чеського телебачення йому віддали 90-е місце серед видатних особистостей   Чехії.